# سفارت روسیه در تهران
سفارت فدراسیون روسیه در تهران (به روسی: Посольство Российской Федерации в Иране)، سفارت رسمی دولت فدراسیون روسیه در کشور ایران است. این سفارت‌خانه از سال ۱۲۹۴ خورشیدی (۱۹۱۵ میلادی) تاکنون در باغی وسیع به نام پارک اتابک در خیابان نوفل‌لوشاتو، شماره ۳۹ در شهر تهران واقع شده است.

## تسخیر سفارت روسیه در سال ۱۸۲۸ میلادی

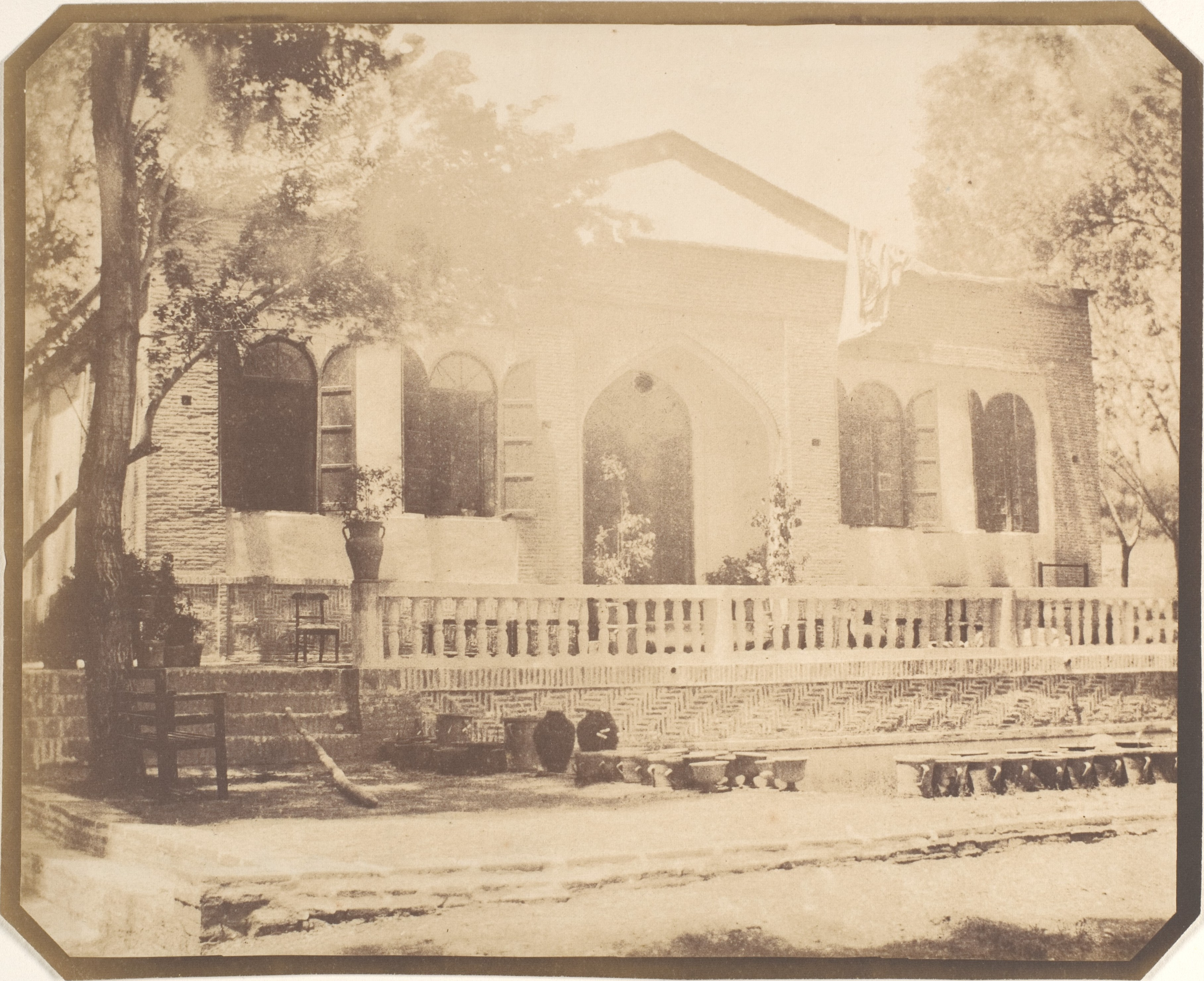
ساختمان باغ سفارت روسیه در منطقه زرگنده شمیران در سده نوزدهم میلادی؛ فرتور از لوئیجی پشه

زمانی که الکساندر گریبایدوف وزیر مختار وقت روسیه متوجه شد تعدادی از زنان گرجی در خانه‌های مردان ایرانی به سر می‌برند، طبق مفاد ماده سیزده عهدنامه ترکمنچای آنان را اسیر تلقی و استردادشان را از دولت ایران درخواست کرد. با کمک و هدایت میرزا یعقوب ارمنی، یکی از خواجه سرایان حرم‌سرای فتحعلی شاه که با خانواده‌های رجال ایران آشنا بود، از اوضاع آگاهی یافت و با مراجعه به شخصیت‌های سرشناس به مطالبه زنان گرجی پرداخت که در حرمسرای آنان بودند.
سرانجام با پافشاری گریبایدوف دو زن گرجی که به گفتهٔ ایرانیان مسلمان شده بودند و در منزل آصف‌الدوله صدراعظم پیشین به سر می‌بردند، به هیئت روسی پناهنده شدند. مردم از بسته شدن معاهده ترکمنچای خشمگین بودند و چون بشکه باروتی آمادهٔ انفجار. با بسته شدن بازار و تحریکاتی که صورت گرفت و پس از آن‌که میرزا یعقوب ارمنی به سفارت روسیه پناهنده شد، عده‌ای از مردم به تحریک مجتهدی به نام میرزا مسیح مجتهد در یازدهم فوریه ۱۸۲۹ (۲۲ بهمن ۱۲۰۷) به سفارت روسیه حمله کردند و هر کس را یافتند کشتند و تنها مالتسوف مالتزوف، دبیر اول سفارت جان سالم به در برد. سرانجام جنازه مثله شده گریبایدوف شناسایی و به تفلیس فرستاده و در همان شهر دفن شد (یاداوری:این واقعه در باغ ایلچی واقع در مجاورت گود زنبورکخانه و در همسایگی سفارت بریتانیا رخ می‌دهد که ان زمان در انتهای بازار طهران یعنی حوالی خیابان مولوی فعلی بود و ارتباطی با مکان فعلی سفارت روسیه ندارد).
در پی این واقعه، فتحعلی شاه قاجار برای جلوگیری از جنگی دیگر و جلوگیری از وخیم‌تر شدن هرچه بیش‌تر روابط ایران و روسیه، هیئتی عالی‌رتبه، شامل خسرو میرزا، میرزا تقی خان و محمد خان زنگنه امیرنظام به مسکو فرستاد تا نامه عذرخواهی او را به تزار نیکلای یکم تقدیم کنند. کار به مصالحه کشید و میرزا مسیح به تقاضای دولت روس به عتبات تبعید شد. خسرو میرزا در مسکو برای تسلیت به دیدار خانواده گریبایدوف رفت. شاه نیز برای جلوگیری از جنگی دیگر، الماس بسیار بزرگی را، معروف به الماس شاه به تزار روسیه پیش‌کش کرد.
در دانشنامه بزرگ شوروی، دربارهٔ واقعه حمله به سفارت روسیه در تهران چنین آمده است: «عوامل انگلیسی و ملایان مرتجع که از عهدنامه ترکمنچای در ۲۱ فوریه ۱۸۲۸ میلادی ناراضی بودند، توده متعصب را تحریک به هجوم و ویران کردن سفارت روسیه کردند».

## پناهندگی محمدعلی شاه
در تاریخ ۲۲ تیر ۱۲۸۸ (۲۴ جمادی‌الثانی ۱۳۲۷‏/۱۳ ژوئیهٔ ۱۹۰۹‏) محمدعلی‌شاه با فتح تهران توسط مشروطه‌خواهان، با ورود به باغ سفارت روسیه در منطقه زرگنده، رسماً از روس‌ها تقاضای پناهندگی سیاسی کرد. محمدعلی شاه به اتفاق اعضای خانواده، رجال، شخصیت‌های دولتی طرفدار رژیم استبدادی و ۵۰۰ قزاق مسلح وارد سفارت روسیه شد و در سفارت روسیه در تهران پناهنده و در آن‌جا متحصن شد. نهایتاً توسط «مجلس عالی» از مقام سلطنت خلع و مجبور به ترک ایران شد.

## بنای کنونی سفارت‌خانه
دولت روسیه در یازدهم سپتامبر ۱۹۱۵ (هجدهم شهریور ۱۲۹۴) پارک اتابک را که در مالکیت بانک استقراضی بود، از این بانک اجاره کرد و آن را در یازدهم مهر (پانزدهم اکتبر) آن سال به سفارت روسیه در تهران تحویل داد. اجاره پارک تا دهم مارس ۱۹۱۶ به مبلغ ۱۶۵۰ منات و از ان پس به مدت سه سال از قرار سالی شش‌هزار منات بود.
دولت تزاری اجاره‌بهای پارک اتابک را تا سال ۱۹۱۷ یعنی سال انقلاب پرداخته بود و پس از آن، پارک دوباره در اختیار بانک استقراضی قرار گرفت. در سال ۱۹۲۱ عهدنامه مودت ایران و شوروی منعقد شد که طبق آن بانک استقراضی همراه با تمام دارایی‌هایش، از جمله پارک اتابک به مالکیت دولت ایران درمی‌آمد. هنگامی که روتشتین، اولین سفیرشوروی به تهران وارد شد و از وزارت خارجه درخواست کرد چون محل قدیمی سفارت در پامنار نیاز به تعمیر داشت، تا پایان تعمیرات، سفارت‌خانه در پارک اتابک استقرار داشته باشد. وزارت امور خارجه پذیرفت.
دولت ایران با دارایی بر جای مانده از بانک استقراضی، بانک ایران را تأسیس کرد اما نه بانک ایران و نه سفارت شوروی تقاضای ثبت رسمی پارک اتابک را نکردند، وزارت امورخارجه پارک اتابک و ملحقات آن را متعلق به بانک ایران می‌دانست و پی در پی از دولت شوروی درخواست کرد اجاره پارک را به بانک ایران بپردازد یا در برابر آن، عمارتی بلاعوض به سفارت ایران در مسکو بدهد اما درخواست وزارت امور خارجه بی پاسخ ماند.
معمار ساختمان اصلی سفارت‌خانه که در اصل، کاه اتابک بوده، میرزا مهدی خان شقاقی (ممتحن الدوله)، اولین مهندس معمار (آرشیتکت) ایران است که طراحی و نقشه‌کشی آن را خود انجام داده و اجرای آن را نظارت کرده است.

## کنفرانس تهران

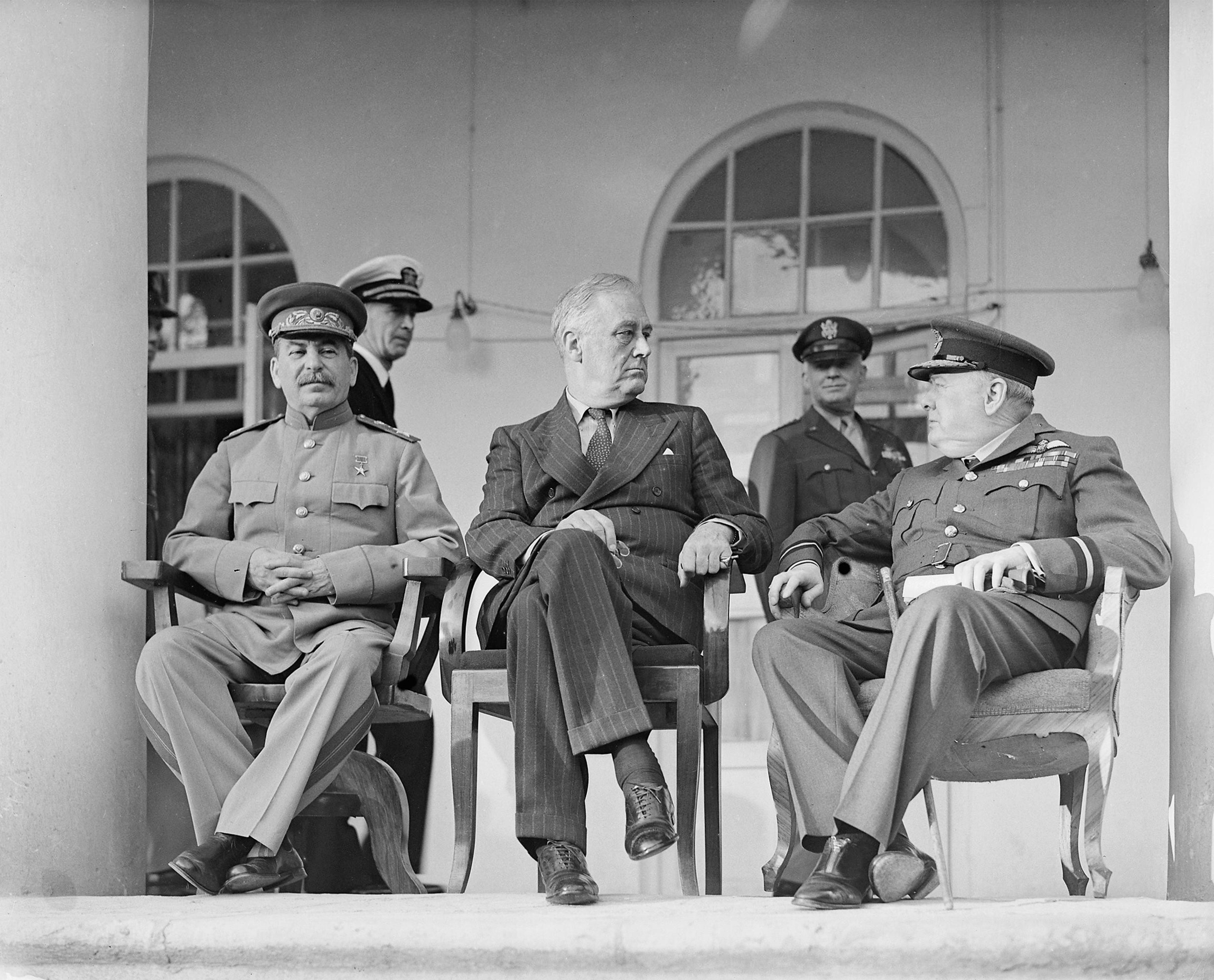
از چپ به راست: استالین دبیرکل اتحاد جماهیر شوروی، روزولت رئیس‌جمهور ایالات متحده و چرچیل نخست‌وزیر بریتانیا در ایوان «سفارت اتحاد جماهیر شوروی در تهران».

کنفرانس تهران از ششم تا نهم آذر ۱۳۲۲ با شرکت وینستون چرچیل نخست‌وزیر انگلیس، فرانکلین روزولت رئیس‌جمهور آمریکا و ژوزف استالین رهبر شوروی به صورت مخفیانه در سفارت وقت شوروی در تهران برگزار شد. مهم‌ترین توافقی که در این کنفرانس به دست آمد، بر سر گشایش جبهه دوم در غرب اروپا در طول جنگ جهانی دوم بود.

## کنسولگری‌ها
- کنسولگری روسیه در رشت
- کنسولگری روسیه در اصفهان
- کنسولگری روسیه در تبریز (غیرفعال)

## سفیران روسیه در ایران
- آلکساندر سادوونیکوف
- لوان جاگاریان (در حال خدمت[۱۲])